# 제자 (기독교)

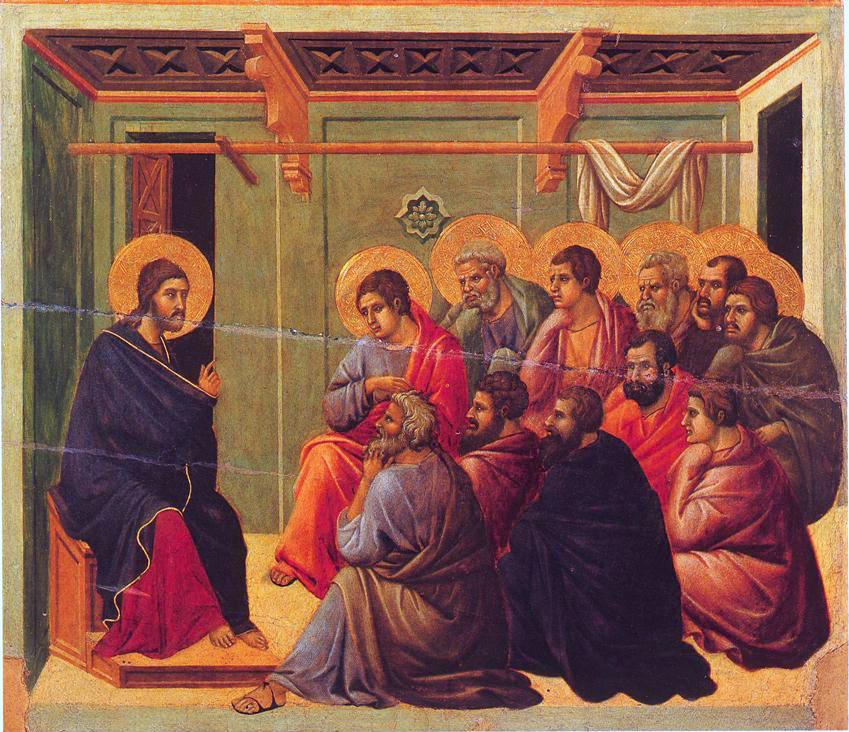

제자(영어: Disciple, 히브리어: תלמיד 탈미드)는 같은 스승에게 배운 사람들을 뜻한다. 학문 뿐만 아니라 종교 등에서 스승이 같은 경우도 전부 포함된다. 히브리어 탈미드는 '하나님이 선택하여 맺어주신 동료'를 가리킨다. 기독교에서 말하는 예수의 제자들은 사도라고 부르는데 예수에게 선택받아 같은 길을 가는 동료들이었다.
신약성경에는 예수의 사역 기간 동안 많은 추종자들이 있었다고 기록되어 있다. 일부 제자들에게는 누가복음에 나오는 소명령, 칠십인의 위임, 예수 부활 후의 대명령, 또는 바울의 회심과 같은 사명이 주어져 그들을 사도로 삼고 세계에 복음을 선포하는 임무를 맡았다. 예수께서는 자신의 제자가 되는 데에는 많은 희생이 따르게 될 것임을 강조하셨다.

## 같이 보기
- 예수주의